# Solc calcari
El solc calcari o cissura calcarina és una de les nombroses fenedures presents a l'escorça externa del cervell (anomenades fissures, cissures o solcs, depenent del cas), ubicada a la zona posterior de la cara interna (o cara medial) de cada hemisferi cerebral, seguint una trajectòria horitzontal, fins a unir-se amb el solc parietooccipital (per la cara interna de l'hemisferi cerebral).
Aquesta cissura origina un ventricle anomenat calcar avis.